# Comportamiento del combustible nuclear durante un accidente del reactor
Este artículo discute cómo se comporta el combustible nuclear de dióxido de uranio tanto durante la operación normal de un reactor nuclear como bajo condiciones de un accidente, tales como sobrecalentamiento. El costo del trabajo en esta área suele ser muy caro, así que a menudo ha sido realizado en colaboración con otros países, usualmente bajo el liderazgo del Comité para la Seguridad de las Instalaciones Nucleares (en inglés: Committee on the Safety of Nuclear Installations, CSNI).

## Abultamiento

### Revestimiento
El combustible se puede hinchar y el revestimiento que lo cubre y que forman una varilla de combustible y como resultado se puede deformar. Es normal llenar la brecha entre el combustible y el revestimiento con gas de helio para permitir un mejor contacto termal entre el combustible y el revestimiento. Durante su uso la cantidad de gas al interior de la varilla de combustible puede aumentar por la formación de gases nobles (kriptón y xenón) producidos por el proceso de fisión. Si ocurre una pérdida accidental de refrigerante (en inglés: Loss-Of-Coolant Accident, LOCA) (como en el caso de Three Mile Island) o un accidente iniciado por reactividad (en inglés: Reactivity Initiated Accident, RIA) (como en el caso de Chernobyl o de SL-1) entonces la temperatura de este gas puede aumentar. Como la varilla de combustible está sellada a presión del gas aumentará (PV = nRT) y esta posiblemente deformará y reventará el revestimiento. Se ha notado que tanto la corrosión como la irradiación pueden alterar las propiedades de la aleación de zirconio que se usa normalmente como revestimiento, haciéndola quebradiza. Como un resultado los experimentos que usan tubos de aleación de zirconio no irradiados pueden llevar a mal interpretaciones.
De acuerdo a un artículo se ha identificado las siguientes diferencias entre los modos de falla del revestimiento de combustible usado y sin usar.
- Las barras de combustible no irradiado fueron presurizadas antes de ser instaladas en un reactor especial en el Reactor de Investigación de Seguridad Nuclear (en inglés: Nuclear Safety Research Reactor, NSRR) japonés donde ellas fueron sometidas a una transientes RIA simulada. Estas barras fallaron después de un abombamiento en la parte final de la transientes cuando la temperatura del revestimiento era alta. La falla del revestimiento en estas pruebas fue  dúctil, y la apertura fue explosiva.

- El combustible usado (61 GW días/tonelada de uranio) falló al inicio de las transientes con una  fractura por fragilidad en forma de una grieta longitudinal.

- Se encontró que el tubo de hidruro de circonio es más débil y que la presión de reventado es más baja.[2]

El proceso de falla común del combustible en los reactores refrigerados con agua es una transición a una película de ebullición y una subsecuente ignición del revestimiento de circonio en el vapor. Los efectos de la intensa reacción del hidrógeno caliente producen un flujo sobre los gránulos de combustible y sobre la pared del manojo que se representan en forma adecuada en la imagen al costado.

### Combustible
El combustible nuclear puede hincharse durante su uso, esto se debe a efectos tales como la formación de burbujas en el combustible y al daño que ocurre al reticulado del sólido. La hinchazón puede someter a tensiones mecánicas al revestimiento que cubre al combustible. Un documento sobre el tema de la hinchazón del combustible puede ser bajado desde el sitio web de la NASA.

## Liberación de gases de la fisión
En la medida de que el combustible es degradado o calentado, los  productos de la fisión más volátiles que están atrapados al interior del dióxido de uranio pueden liberarse. Para un ejemplo ver la siguiente referencia citada.
Se ha escrito un informe sobre la liberación de 85Kr, 106Ru y 137Cs a partir de uranio cuando aire se encuentra presente. Se encontró que el dióxido de uranio era convertido a U3O8 entre aproximadamente 300 y 500 °C en el aire. Ellos informaron que este proceso requiere algún tiempo para iniciarse, después del tiempo de inducción en que la muestra gana masa. Los autores informaron que había una capa de U3O7 sobre la superficie del dióxido de uranio durante este tiempo de inducción. Además dijeron que se liberó entre 3% a 8% de kriptón-85, y que ocurrió mucho menos de rutenio (0,5%) y cesio (2,6 x 10−3%) durante la oxidación del dióxido de uranio.

## Transferencia de calor entre el revestimiento y el agua
En un reactor de potencia refrigerado por agua (o en una piscina de refrigeración llena de agua usada para almacenamiento de combustible), si ocurre un pico de tensión como resultado de un accidente iniciado por reactividad, puede ser muy útil una comprensión del proceso de transferencia de calor desde la superficie del revestimiento hacia el agua. En un estudio francés, una tubería metálica sumergida en agua (ambos bajo condiciones típicas de una piscina y de un reactor de agua a presión (en inglés: Pressurized Water Reactor, PWR), fue calentada eléctricamente para simular la generación de calor por procesos nucleares al interior de una varilla de combustible. La temperatura de la tubería fue monitoreada por  termocuplas y para las pruebas conducidas bajo las condiciones de un reactor de agua a presión, el agua que entraba a la tubería más grande (14,2 mm de diámetro) que sostenía la tubería metálica bajo pruebas (9,5 mm de diámetro exterior y de 600 mm de largo) estaba a 280 °C y a 15 MPa. El agua fluía a través de la tubería interna a aproximadamente 4 ms−1 y el revestimiento estaba sometido a un calentamiento de entre 2200 y 4900 °C s−1 para simular un RIA. Se encontró que a medida que la temperatura del revestimiento aumentaba la tasa de transferencia de calor desde la superficie del revestimiento se incrementaba primero cuando el agua hervía en los sitios de nucleación. Cuando el flujo de calor es más grande que el flujo crítico de calor ocurre una crisis de ebullición. Esto sucede cuando la temperatura de la superficie de revestimiento del combustible se incrementa de tal forma que la superficie del metal está demasiado caliente (la superficie se seca) como para que se produzca la nucleación por ebullición. Cuando la superficie se seca la tasa de  transferencia de calor disminuye, después de un mayor aumento en la temperatura de la superficie del metal se vuelve a iniciar la ebullición pero ahora como  ebullición de película.

## Corrosión y otros cambios a los materiales en el reactor

### Corrosión al interior del revestimiento
Las  aleaciones de zirconio pueden producir grietas de tensión por corrosión cuando son expuestas al yodo, el yodo se forma como un producto de la fisión que depende de la naturaleza del combustible que escapa del  gránulo. Ha sido demostrado que el yodo causa que aumente la tasa de agrietamiento en tubos de zircaloy-4 presurizados.

### Reactores moderados por grafito
En el caso de los reactores  moderados por grafito refrigerados por dióxido de carbono tales como los reactores de potencia  MAGNOX y  reactores refrigerados por gas avanzados (en inglés: Advanced Gas-cooled Reactor, AGR) una reacción importante de corrosión es la reacción de una molécula de dióxido de carbono con grafito (carbón) para formar dos moléculas de monóxido de carbono. Este es uno de los procesos que limita la vida útil en este tipo de reactor.

### Reactores refrigerados por agua

#### Corrosión
En un reactor refrigerado por agua la acción de la radiación sobre el agua (radiólisis) forma peróxido de hidrógeno y oxígeno. Esto puede causar agrietamiento por tensión de corrosión de las partes metálicas que incluyen el revestimiento del combustible y otras redes de tuberías. Para mitigar esto hidrazina e hidrógeno son inyectados en el circuito primario de refrigeración en los reactores del tipo  de agua en ebullición (en inglés: Boiling Water Reactor, BWR) o  de agua presurizada (en inglés: Pressurized Water Reactor, PWR) como un inhibidor de corrosión para ajustar las propiedades redox del sistema. Una revisión de desarrollos recientes sobre este tópico ha sido publicada en la referencia citada.

#### Tensiones térmicas por enfriamiento
En un  accidente de pérdida de refrigeración (en inglés: Loss-Of-Coolant Accident, LOCA) se calcula que la superficie del revestimiento podría alcanzar una temperatura de entre 800 y 1400 °K, y que el revestimiento estaría expuesto a vapor por algún tiempo antes de se pudiera reintroducir agua en el reactor para poder enfriar el combustible. Durante ese tiempo cuando el revestimiento caliente está expuesto al vapor ocurriría algo de oxidación del zirconio, formándose óxido de zirconio que contiene más zirconio que la  zirconia. Esta fase Zr(O) es la fase-α, donde más oxidación forma zirconia. Mientras más tiempo el revestimiento es expuesto al vapor menos dúctil se volverá. Una medida de ductilidad es comprimir un anillo a lo largo del diámetro (a una tasa constante de desplazamiento, en este caso 2 mm min−1) hasta que ocurra una grieta, luego el anillo comenzará a fallar. La elongación que ocurre entre cuando la máxima fuerza es aplicada y cuando la carga mecánica cae al 80% de la carga requerida para inducir la primera grieta es la L0,8 medida en  mm. Mientras más dúctil es una muestra mayor será el valor de L0,8. 
En un experimento el zirconio es calentado en vapor a 1473 K, luego esta es enfriada lentamente en vapor hasta 1173 K antes de ser inundado en agua. A medida que el tiempo de calentamiento a 1473 K es aumentado el zirconio se convierte es más frágil y el valor de L0,8 cae.

### Envejecimiento del acero
La irradiación causa que las propiedades del acero sean más pobres, por ejemplo el  SS316 se convierte en menos dúctil y menos  tenaz. También la  fluencia y el agrietamiento por tensión de corrosión se vuelven peores. Se han publicado continuamente artículos sobre este efecto.

## Agrietamiento y sobrecalentamiento del combustible

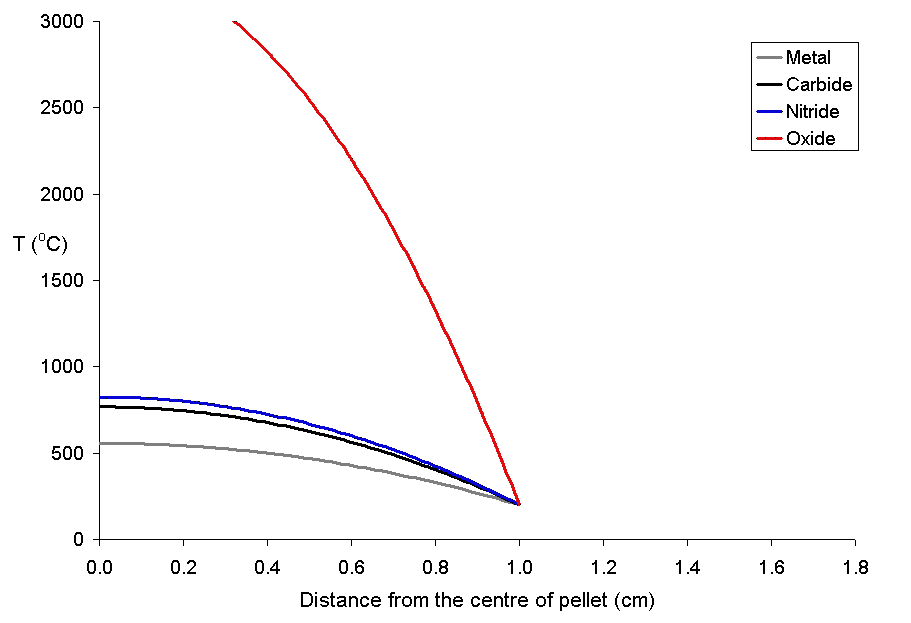
Perfil de temperatura para un gránulo de combustible de 20 mm con una densidad de energía de 500 W por metro cúbico. Debido a que el punto de fusión del dióxido de uranio es de aproximadamente 3300 K, está claro que el combustible de dióxido de uranio está sobrecalentado en el centro.

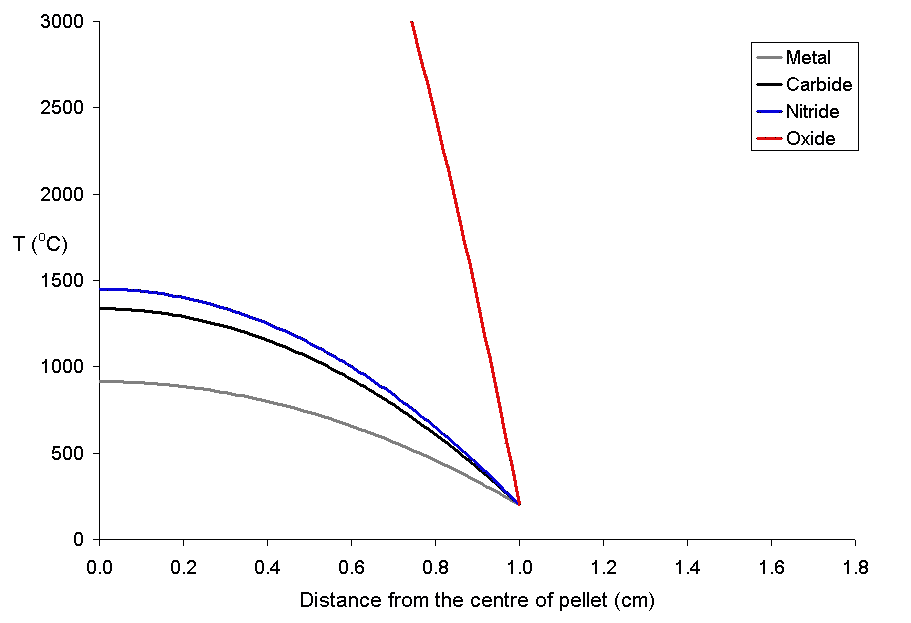
Perfil de temperatura para un gránulo de combustible de 20 mm de diámetro con una densidad de energía de 1000 W por metro cúbico. Otros combustibles que no sean dióxido de uranio no se ven comprometidos.

Esto se debe a que a medida que el combustible se  expande al calentarse, el núcleo del pellet se expande más que los bordes. Por esta  tensión termal así formado el combustible se agrieta, las grietas tienden a ir desde el centro hasta el borde en un patrón de forma de estrella. Se ha publicado una tesis doctoral sobre la materia por un estudiante en el Instituto Real de Tecnología en Estocolmo (Suecia).
El agrietamiento del combustible tiene el efecto de liberar la radiactividad del combustible tanto en condiciones de accidente como cuando el  combustible gastado es usado como una forma final de desecho. El agrietamiento aumenta el área de superficie del combustible lo que a su vez aumenta la tasa a la los productos de la fisión pueden dejar el combustible.
La temperatura del combustible varia como una función de la distancia desde el centro hacia el borde. A una distancia x desde el centro la temperatura (Tx) está descrita por la ecuación donde ρ es la densidad de la potencia (W m−3) y Kf es la conductividad térmica.
Tx = TBorde + ρ (rpellet² – x²) (4 Kf)−1
Para explicar este a para una serie de pellet de combustible siendo usados con una temperatura de borde de 200 °C  (normalmente para un  BWR) con diferentes diámetros y densidades de potencia de 250 Wm−3 que han sido modelados usando la ecuación mostrada arriba. Estas pellets de combustible son más bien grandes; es normal usar pellets de óxido que son aproximadamente de 10 mm de diámetro.
Para explicar esto, usando la ecuación mostrada anteriormente, se ha modelado una serie de pellets de combustible con una temperatura de 200 °C (típica para un reactor de agua en ebullición) con diferentes diámetros y densidades de potencia de 250 Wm-3. Estas pellets de combustibles son más bien grandes, siendo lo normal usar pellets de óxido de aproximadamente 10 mm de diámetro.

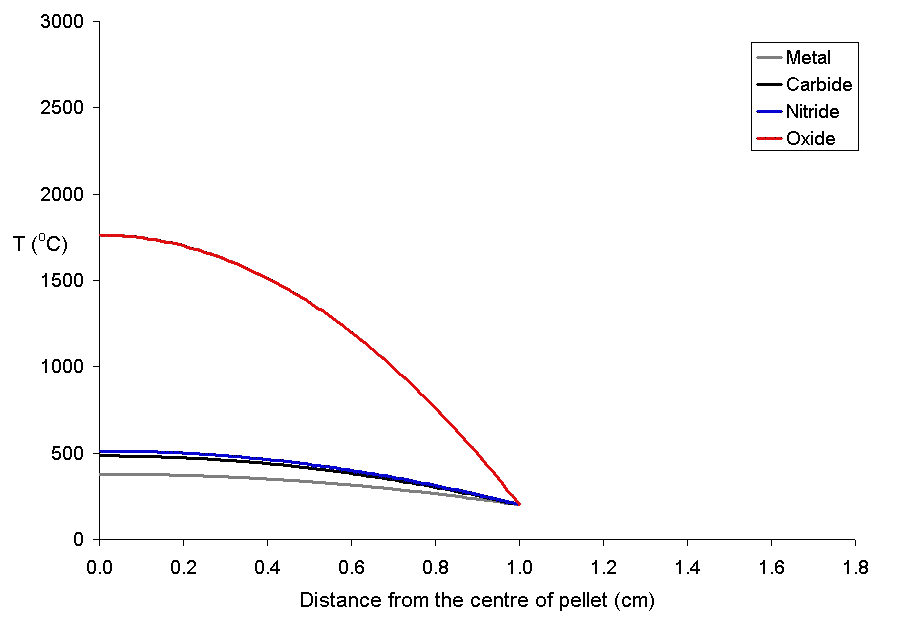
Perfil de temperatura para un gránulo de combustible de 20 mm de diámetro con una densidad de energía de 250 W por metro cúbico. La temperatura central es muy diferente para los combustibles sólidos.

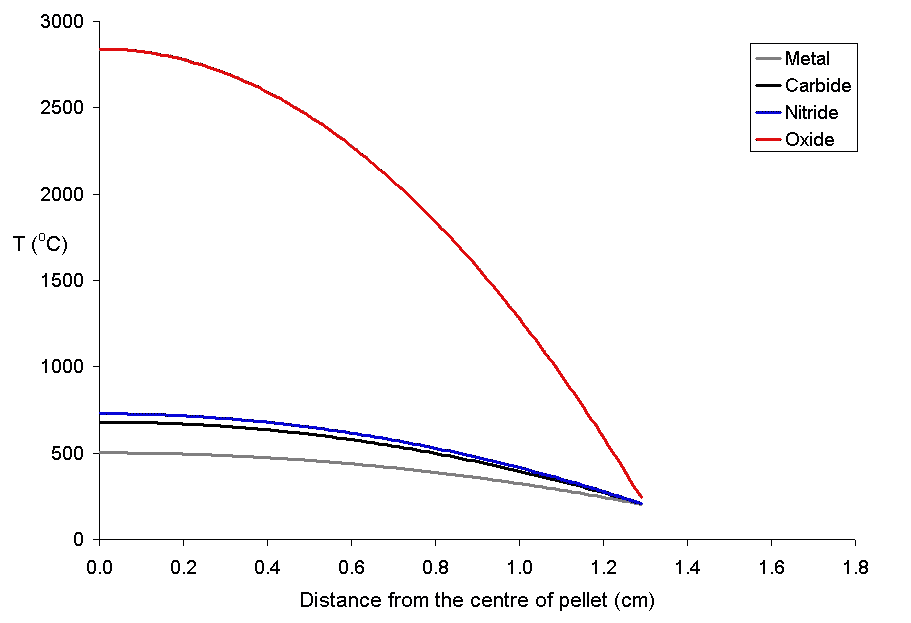
Perfil de temperatura para un gránulo de combustible de 26 mm de diámetro con una densidad de energía de 250 W por metro cúbico.

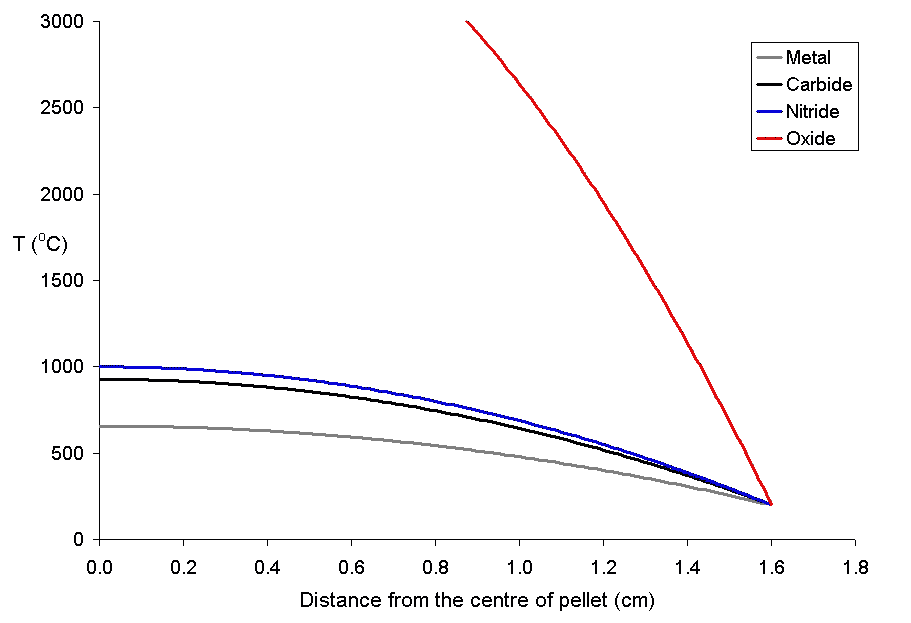
Perfil de temperatura para un gránulo de combustible de 32 mm de diámetro con una densidad de energía de 250 W por metro cúbico.

Para mostrar los efectos de diferentes densidades de potencia sobre la temperatura central véase los dos gráficos de más abajo para gránulos de 20 mm a diferentes niveles de potencia. Está claro que para todos los gránulos (y mucho más para los de dióxido de uranio) que para un tamaño determinado de gránulo se debe establecer un límite para la densidad de energía. Es probable que las matemáticas usadas para estos cálculos podrían ser usadas para explicar cómo funcionan los fusibles eléctricos y que podrían ser usadas para predecir la temperatura central en cualquier sistema donde el calor es liberado a través de un objeto de forma de cilindro.

### Pérdida de productos de la fisión volátiles desde los gránulos
El calentamiento de los gránulos puede resultar en que algunos  productos de la fisión se pierdan desde el núcleo del gránulo. Si el xenón puede dejar rápidamente el gránulo entonces aumentará la cantidad de  134Cs y de 137Cs que está presente en la brecha entre el  revestimiento y el combustible. Como un resultado si los tubos de  zircaloy que contienen los gránulos se rompen entonces ocurrirá una mayor liberación de cesio radiactivo por parte del combustible. Es importante comprender que el 134Cs y el 137Cs son formados por diferentes procesos, y de ahí que como consecuencia que los dos isótopos de cesio pueden ser encontrados en diferentes partes de una varilla de combustible.
Está claro que el los isótopos volátiles de yodo y xenón demoran minutos en difundirse desde los gránulos hacia la brecha entre el combustible y el revestimiento. Ahí el xenón puede desintegrarse en un isótopo de cesio de larga vida media.

#### Génesis del137Cs
| Elemento | Isótopo | Modo de desintegración | Vida media       | Rendimiento de la fisión directa |
| -------- | ------- | ---------------------- | ---------------- | -------------------------------- |
| Sn       | 137     | β                      | muy corta (<1 s) | 0,00%                            |
| Sb       | 137     | β                      | muy corta (<1 s) | 0,03%                            |
| Te       | 137     | β                      | 2,5 segundos     | 0,19%                            |
| I        | 137     | β                      | 24,5 segundos    | 1,40%                            |
| Xe       | 137     | β                      | 3,8 minutos      | 1,44%                            |
| Cs       | 137     | β                      | 30 años          | 0,08%                            |

Estos rendimientos fueron calculados para el 235U asumiendo  neutrones termales (0,0253 eV) usando datos de la carta de  núclidos.

#### Génesis del134Cs
En el caso del  134Cs el precursor de este isótopo es el 133Cs estable que se forma por la desintegración de los isótopos de xenón y de yodo de mucho mayor vida media. Ningún 134Cs se forma sin la activación neutrónica ya que el 134Xe es un isótopo estable. Como un resultado de este diferente proceso de formación la localización física del 134Cs puede diferir de la del 137Cs. 
| Elemento | Isótopo | Modo de desintegración | Vida media                                               | Rendimiento de la fisión directa |
| -------- | ------- | ---------------------- | -------------------------------------------------------- | -------------------------------- |
| In       | 133     | β                      | 0,18 segundos                                            | 0,00%                            |
| Sn       | 133     | β                      | 1,45 segundos                                            | 0,7%                             |
| Sb       | 133     | β                      | 2,5 minutos                                              | 1,11%                            |
| Te       | 133m    | β (82,5%)              | 55,4 minutos                                             | 0,49%                            |
| Te       | 133     | β                      | 12,5 minutos                                             | 0,15%                            |
| I        | 133     | β                      | 20,8 horas                                               | 1,22%                            |
| Xe       | 133     | β                      | 5,2 días                                                 | 0,00%                            |
| Cs       | 133     | –                      | estable (experimenta activación neutrónica en el núcleo) | 0,00%                            |
| Cs       | 134     | β                      | 2,1 años                                                 | 6,4 x 10−6%                      |

Estos rendimientos de la fisión fueron calculados para el 235U asumiendo neutrones termales (0,0253 eV) usando los datos de la carta de los nucleídos.

### Un ejemplo de un estudio PIE reciente
En un estudio reciente, se examinó  uranio enriquecido al 20% dispersado en un rango de diferentes matrices para determinar las localizaciones físicas de los diferentes elementos químicos e isótopos.
- Una solución sólida de  urania en  zirconia estabilizado por yttria (en inglés: Yttria-Stabilized Zirconia, YSZ) {Y:Zr proporción atómica de 1:4}) (yttria es óxido de itrio (III)).
- Partículas de  urania en una matriz inerte formada por una mezcla de YSZ y  espinela (MgAl2O4).
- Partículas de urania dispersadas en una matriz inerte formada por una mezcla de YSZ y alúmina.

Los combustibles varían en su habilidad para retener el xenón producido por la fisión; el primero de los tres combustibles retuvo el 97% del  133Xe, el segundo retuvo el 94% mientras que el último sólo retuvo el 76% de este isótopo del xenón. El 133Xe es un isótopo radiactivo de larga vida media que puede difundirse lentamente fuera del gránulo antes de ser activado neutrónicamente para formar  134Cs. El  137Xe de vida media más corta fue menos capaz de  lixiviarse fuera de los gránulos; 99%, 985 y 95% del 137Xe fue retenido al interior de los gránulos. También se encontró que la concentración de  137Cs en el núcleo del gránulo era mucho más baja que la concentración en el borde del gránulo, mientras que el menos volátil  106Ru estaba disperso más uniformemente a través de los gránulos.
El siguiente combustible está compuesto de partículas de una solución sólida de urania en zirconio estabilizado por yttria disperso en alúmina que tenía un  quemado de 105 GW-días por metro cúbico. El  escaneo de microscopio electrónico (en inglés: Scanning Electron Microscope, SEM) es de la interfase entre la alúmina y una partícula de combustible. Se puede ver que los productos de la fisión están bien confinados al interior del combustible, poco de los productos de la fisión han ingresado a la matriz de alúmina. El neodimio está dispersado a través del combustible en una manera uniforme, mientras que el cesio está casi homogéneamente disperso a través del combustible. La concentración de cesio es ligeramente más alta en dos puntos donde se encuentran presentes burbujas de xenón. Mucho del xenón está presente en las burbujas, mientras que todo el rutenio está presente en la forma de nanopartículas. Las nanopartículas de rutenio no siempre están colocalizadas con las burbujas de xenón.

## Liberación de los productos de la fisión en agua de refrigeración en un accidente del tipo ocurrido en Three Mile Island
En  Three Mile Island un núcleo recién  apagado de emergencia fue privado de agua de refrigeración, como un resultado del  calor producido por la desintegración el núcleo se secó y el combustible se dañó. Se realizaron intentos para volver a enfriar el núcleo usando agua. Se muestran en la tabla que sigue a continuación los niveles normales de radiactividad del refrigerante para un reactor de agua a presión de una potencia de 3000 MW(t), y las actividades del refrigerante para reactores a los que se ha permitido secarse (y por lo tanto sobrecalentarse) antes de ser recuperado con agua, esto de acuerdo a la  Agencia Internacional de Energía Atómica. En una liberación de brecha la actividad en la separación combustible/revestimiento ha sido liberada mientras que en la liberación del núcleo derretido, este ha sido derretido antes ser recuperado por usando agua.
| Isótopo | Normal | >20% de brecha de liberación | >10% núcleo derretido |
| ------- | ------ | ---------------------------- | --------------------- |
| 131I    | 2      | 200000                       | 700000                |
| 134Cs   | 0,3    | 10000                        | 60000                 |
| 137Cs   | 0,3    | 6000                         | 30000                 |
| 140Ba   | 0,5    | –                            | 100000                |

## Fuga en Chernóbil
La fuga de radiactividad generada por el combustible usado es controlada principalmente por la volatilidad de los elementos. En  Chernobyl, del contenido en este combustible usado, la mayor parte del xenón y del iodo fue liberado mientras que mucho menos del zirconio. El hecho de que sólo los productos de la fisión más volátiles son liberados con facilidad retardara grandemente la fuga de radiactividad en el caso de un accidente que cause un daño serio al núcleo. Usando dos fuentes de datos es posible ver que los elementos que estaban en la forma de gases, compuestos volátiles o semivolátiles (tales como el CsI) fueron liberados en Chernóbil mientras que los elementos menos volátiles que forman soluciones sólidas permanecieron al interior del combustible del reactor.
De acuerdo al informe  NEA de la  OECD sobre Chernóbil (diez años desde el evento), las siguientes proporciones del inventario del núcleo fueron liberadas. Las formas físicas y químicas de la fuga incluían gases, aerosoles y combustible sólido finamente fragmentado. De acuerdo a algunas investigaciones el rutenio es muy móvil cuando el combustible nuclear es calentado con aire.
Se ha realizado algún trabajo para el combustible TRISO bajo condiciones similares.

### Tabla datos químicos
| Elemento | Gas | Metal | Óxido | Solución sólida | Radioisótopos | Liberado en Chernobyl | T requerido para un 10% de liberación desde UO2 | T requerido para un 10% de liberación desde U3O8 |
| -------- | --- | ----- | ----- | --------------- | ------------- | --------------------- | ----------------------------------------------- | ------------------------------------------------ |
| Br       | Si  | –     | –     | –               | –             | –                     | –                                               | –                                                |
| Kr       | Si  | –     | –     | –               | 85Kr          | 100%                  | –                                               | –                                                |
| Rb       | Si  | –     | Si    | –               | –             | –                     | –                                               | –                                                |
| Sr       | –   | –     | Si    | Si              | 89Sr y 90Sr   | 4–6%                  | 1950 K                                          | –                                                |
| Y        | –   | –     | –     | Si              | –             | 3,5%                  | –                                               | –                                                |
| Zr       | –   | –     | Si    | Si              | 95Zr          | 3,5%                  | 2600 K                                          | –                                                |
| Nb       | –   | –     | Si    | –               | –             | –                     | –                                               | –                                                |
| Mo       | –   | Si    | Si    | –               | 99Mo          | >3,5%                 | –                                               | 1200 K                                           |
| Tc       | –   | Si    | –     | –               | –             | –                     | –                                               | 1300 K                                           |
| Ru       | –   | Si    | –     | –               | 103Ru y 106Ru | >3,5%                 | –                                               | –                                                |
| Rh       | –   | Si    | –     | –               | –             | –                     | –                                               | –                                                |
| Pd       | –   | Si    | –     | –               | –             | –                     | –                                               | –                                                |
| Ag       | –   | Si    | –     | –               | –             | –                     | –                                               | –                                                |
| Cd       | –   | Si    | –     | –               | –             | –                     | –                                               | –                                                |
| In       | –   | Si    | –     | –               | –             | –                     | –                                               | –                                                |
| Sn       | –   | Si    | –     | –               | –             | –                     | –                                               | –                                                |
| Sb       | –   | Si    | –     | –               | –             | –                     | –                                               | –                                                |
| Te       | Si  | Si    | Si    | Si              | 132Te         | 25–60%                | 1400 K                                          | 1200 K                                           |
| I        | Si  | –     | –     | –               | 131I          | 50–60%                | 1300 K                                          | 1100 K                                           |
| Xe       | Si  | –     | –     | –               | 133Xe         | 100%                  | 1450 K                                          | –                                                |
| Cs       | Si  | –     | Si    | –               | 134Cs y 137Cs | 20–40%                | 1300 K                                          | 1200 a 1300 K                                    |
| Ba       | –   | –     | Si    | Si              | 140Ba         | 4–6%                  | 1850 K                                          | 1300 K                                           |
| La       | –   | –     | –     | Si              | –             | 3,5%                  | 2300 °K                                         | –                                                |
| Ce       | –   | –     | –     | Si              | 141Ce y 144Ce | 3,5%                  | 2300 °K                                         | –                                                |
| Pr       | –   | –     | –     | Si              | –             | 3,5%                  | 2300 °K                                         | –                                                |
| Nd       | –   | –     | –     | Si              | –             | 3,5%                  | 2300 K                                          | –                                                |
| Pm       | –   | –     | –     | Si              | –             | 3,5%                  | 2300 °K                                         | –                                                |
| Sm       | –   | –     | –     | Si              | –             | 3,5%                  | 2300 °K                                         | –                                                |
| Eu       | –   | –     | –     | Si              | –             | 3,5%                  | 2300 °K                                         | –                                                |

La liberación de productos de la fisión y de uranio se repitió para dióxido de uranio, usando combustible gastado de un reactor de agua presurizada, con una combustión de 65 GWd t−1. El combustible fue calentado en una celda Knudsen tanto con y sin preoxidación en oxígeno a un c de 650 K. Se encontró que incluso los gases nobles necesitaban una alta temperatura para que pudieran ser liberados del óxido de uranio sólido. Para el combustible no oxidado se requirieron 2300 K para liberar el 10% del uranio, mientras que el combustible oxidado sólo requirió 1700 K para liberar el mismo porcentaje de uranio.
De acuerdo al informe sobre Chernóbil usado en la tabla mostrada anteriormente se liberaron del núcleo el 3,5% de los siguientes isótopos: 239Np, 238Pu, 239Pu, 240Pu, 241Pu y 242Cm.

## Degradación del elemento de combustible completo
El agua y el zirconio pueden reaccionar violentamente a una temperatura de 1200 °C, y a la misma temperatura el revestimiento de zircaloy puede reaccionar con el dióxido de uranio para formar  óxido de zirconio y una aleación fundida de uranio/zirconio.

### PHEBUS
En Francia existen una instalaciones donde un incidente de combustible derretido puede ser creado bajo condiciones estrictamente controladas. En el programa de investigaciones PHEBUS muestras de combustibles son calentadas a temperaturas que exceden las de la operación normal, el combustible bajo pruebas está localizado en un canal especial al interior de un reactor nuclear toroidal. El reactor nuclear es usado como un motor de núcleo para irradiar el combustible bajo pruebas. Mientras que el reactor es enfriado normalmente con su propio sistema de refrigeración, el combustible bajo pruebas tiene un sistema de refrigeración separado, él que está equipado con filtros e instrumentos para estudiar la liberación de radiactividad del combustible dañado. Ya se ha estudiado la liberación de radioisótopos bajo diferentes condiciones. Después de que el combustible ha sido usado en el experimento es sometido a un detallado examen (PIE). Algunos resultados de los PIE de los combustibles probados en PHEBUS (FTP2) han sido mostrados en la sección 3.6 del informe anual de la ITU del año 2004.

### LOFT
Las Pruebas de Pérdida de Fluidos (en inglés: Loss of Fluid Tests, LOFT) fue un intento inicial para dimensionar la respuesta real del combustible nuclear bajo las condiciones de una pérdida accidental de refrigerante que fue financiada por la  NRC. La instalación fue construida en el Laboratorio Nacional de Idaho, y esencialmente era un modelo a escala de un reactor de agua presurizada comercial, en este modelo se usó una 'escala potencia/volumen' en el que el modelo LOFT estaba con un núcleo de 50  MWth contra una central nuclear de 3000 MWth.
La intención original (1963–1975) era estudiar solo uno o dos grandes fugas por  LOCA, dado que esto había sido la preocupación principal de las audiencias de los 'legisladores' estadounidenses hacia finales de la década de 1060 y principios de la década de 1970. Estas reglas se habían enfocado alrededor de un accidente con una fuga grande estilizado, y de un conjunto de criterios (por ejemplo, para la extensión de la oxidación del combustible revestido) establecidos en el 'Apéndice K' del 10CFR50 (Code of Federal Regulations) (en castellano: Código de Regulaciones Federales). Después del accidente de Three Mile Island, el modelamiento detallado de LOCA mucho más pequeño se convirtió en una preocupación de igual importancia.
Finalmente se completarían 38 pruebas LOFT y su alcance fue ampliado para estudiar un amplio espectro de tamaños de brechas. Estas pruebas fueron usadas para ayudar a validar una serie de programas de computación (tales como el RELAP-4, RELAP-5 y el TRAC) que estaban siendo usados para calcular los aspectos termo-hidráulicos de un LOCA.

## Contacto del combustible derretido con el agua y el hormigón

### Agua
Se hizo un extensivo trabajo desde 1970 a 1990 revisando la posibilidad de una explosión de vapor o de un FCI cuando el corio derretido contactara agua. Muchos experimentos sugerían una baja conversión de energía termal a energía mecánica, mientras que los modelos teóricos disponibles parecían sugerir que eran posibles eficiencias más altas. Se redactó un informe por la  NEA/ OECD sobre este asunto en el año 2000 que establecía que una explosión de vapor causada por el contacto de corio con agua tenía cuatro etapas.
1. Premezcla
  - Cuando la columna de corio entra al agua, se rompe en gotas. Durante esta etapa el contacto termal entre el corio y el agua no es bueno ya que una película de vapor rodea a las gotas de corio y esto las aísla unas de otras. Es posible para este estado meta-estable extinguirse sin una explosión o puede actuar como disparador para la siguiente etapa.
2. Activación
  - Una activación generada externa o internamente (tal como una onda de presión) causa un colapso de la película de vapor entre el corio y el agua.
3. Propagación
  - El incremento local en la presión debido al aumento del calor del agua puede generar una mejora en la  transferencia de calor (usualmente debido a una rápida fragmentación del fluido caliente dentro del líquido más volátil más frío) y una mayor onda de presión, este proceso puede autosostenerse. La mecánica de esta etapa sería similar a la de una clásica  onda de detonación ZND).
4. Expansión
  - Este proceso lleva a toda el agua a ser calentada repentinamente hasta hervir. Esto causa un incremento en la presión lo que puede resultar en daños para las instalaciones de la central.

#### Investigaciones recientes
Se ha realizado algunas investigaciones en Japón donde dióxido de uranio y dióxido de zirconio fueron fundidos en un crisol antes de que se les agregara agua. Los resultados de la fragmentación del combustible fueron publicados en el Journal of Nuclear Science and Technology.

### Concreto
Una revisión de este tema puede ser leída en un informe publicado por la NEA pero las investigaciones continúan hasta el día de hoy. En Alemania el  FZK ha investigado los efectos de la  termita sobre el  concreto, esto es una simulación del efecto del núcleo fundido de un reactor abriéndose camino a través del fondo del  recipiente de presión hacia el  edificio de contenimiento.

## Flujos del lava desde el corio

La radiactividad de los diferentes isótopos en la FCM, esto ha sido calculado por los investigadores rusos en abril de 1986, véase que los niveles de radiactividad han caído una gran cantidad en la actualidad.

Es posible ver en la foto de más abajo que el  corio (el núcleo derretido) se enfriará y se volverá sólido con el tiempo. Se piensa que este sólido se desgastará con el tiempo. El sólido puede ser descrito como una Masa Conteniendo Combustible (en inglés: Fuel Containing Mass, FCM), y es una mezcla de arena, zirconio y dióxido de uranio que han sido calentados a muy altas temperaturas hasta que todo ha quedado fundido. La naturaleza química de esta FCM ha sido materia de algunas investigaciones. También se ha evaluado la cantidad de combustible que queda en esta forma al interior de la planta. Se ha usado un polímero de silicona para la descontaminación.
El evento de Chernóbil fue una fusión de silicato que contenía inclusiones de fases de  Zr/ U, acero derretido y alto  silicato de zirconio de uranio. El flujo de lava consistió de más de un tipo de material -se encontraron una lava marrón y un material cerámico poroso. El uranio y el zirconio para diferentes partes del sólido son muy distintos, se encontró en la lava marrón una fase rica en uranio con una proporción de U:Zr de 19:3 a aproximadamente 38:10. La fase pobre en uranio en la lava marrón tiene una proporción de U:Zr de aproximadamente 1:10. Es posible conocer a partir del examen de las fases Zr/U la historia termal de la mezcla, se puede mostrar que antes de la explosión en algunas partes del núcleo la temperatura era más alta que 2000 °C. Mientras que en algunas áreas la temperatura era mayor que 2400 a 2600 °C.

## Corrosión del combustible gastado

### Películas de dióxido de uranio
Se pueden depositar películas de dióxido de uranio mediante  pulverización reactiva de una mezcla de argón y oxígeno a baja presión. Esto ha sido usado para fabricar una capa de óxido de uranio sobre una superficie de oro que luego fue estudiada mediante  espectroscopia de impedancia de corriente alterna.

### Nanopartículas de metales nobles e hidrógeno
De acuerdo a las investigaciones de la corrosión electroquímica por Shoesmith las nanopartículas de  Mo- Tc- Ru- Pd tienen un fuerte efecto sobre la corrosión del combustible de dióxido de uranio. Su trabajo sugiere que cuando la concentración de hidrógeno (H2) es alta (debido a la corrosión  anaeróbica del acero) la oxidación del hidrógeno en las nanopartículas ejercerán un efecto protector sobre el dióxido de uranio. Este efecto puede ser como un ejemplo de protección por un  ánodo de sacrificio donde en vez de un ánodo de metal reaccionando y disolviéndose a la medida de que el gas de hidrógeno es consumido.